# Sophora gibbosa
Sophora gibbosa är en ärtväxtart som först beskrevs av Dc., och fick sitt nu gällande namn av Gennady Pavlovich Yakovlev. Sophora gibbosa ingår i släktet soforor, och familjen ärtväxter. Inga underarter finns listade i Catalogue of Life.